# Volchovfront
Het Volchovfront (Russisch: Волховский фронт) was een legergroep (front) van het Rode Leger tijdens de Tweede Wereldoorlog.
Vanaf zijn oprichting in december 1941 tot februari 1944 vocht het front rond Volchov tussen het Ladogameer en het Ilmenmeer. Van april 1942 tot juni 1942 werd het front tijdelijk ontbonden en vormden de eenheden de Operationele Groep Volchov, die een onderdeel vormde van het Leningradfront. De voornaamste taak van het front was het Duitse beleg van Leningrad te doorbreken en het was dus ook betrokken bij alle pogingen om de stad te ontzetten.
In tegenstelling tot westerse legergroepen waren bij de Sovjets ook de luchtstrijdkrachten een onderdeel van een front.

## Ontstaan
Tijdens het Tichvinoffensief besloot Stavka om de linkervleugel van het Leningradfront te groeperen tot een nieuw front.  Deze eenheden bevonden zich buiten de stad, die op dat moment was omsingeld door de Duitse Heeresgruppe Nord.  Het 4e Leger van generaal Kirill Meretskov, het 26e Leger, het 52e Leger en het 54e Leger vormden de kern van dit nieuwe front. Vanuit de strategische legerreserve kreeg het Front het 59e Leger toegewezen. In december 1941 werd het 26e Leger omgevormd naar het 2e Stoottroepenleger. Op 9 juni 1942 werd ook het 8e Leger aan het front toegevoegd.

## Beleg van Leningrad

### Vernietiging van het 2e Stoottroepenleger
Na het succesvolle tegenoffensief rond Moskou beval Jozef Stalin generaal Kiril Meretskov om het Beleg van Leningrad te breken. Op 7 januari 1942 ging het Volchovfront in de aanval ten zuiden van de spoorweg Mga-Kirisji. Op het moment van de aanval beschikte generaal Meretskov nog niet over voldoende eenheden en ook de voorraden waren beperkt, maar op uitdrukkelijk bevel van Stalin werd de aanval toch ingezet.  Het 2e Stoottroepenleger sloeg een gat in de Duitse linie en rukte 70 kilometer op in de richting van Leningrad. Het 52e Leger en het 59e Leger moesten de flanken van het 2e Stoottroepenleger dekken. Beide legers beschikten echter over te weinig slagkracht om een doorbraak te forceren en de opening in de Duitse verdedigingslinie te verbreden.  De Duitse tegenaanvallen sneden het 2e Stoottroepenleger af en omsingelden het in de moerassen van de Volchov. Stavka stuurde generaal Vlasov per vliegtuig naar het omsingelde leger, maar ook hij kon de situatie niet redden. Na zware gevechten in het moeilijke terrein gaf het 2e Stoottroepenleger zich op 30 juni 1942 over.

### Augustus 1942: een nieuwe poging
Op 27 augustus 1942 ondernam het Volchovfront een nieuwe poging om het beleg te breken. In het gebied tussen de Neva en de Volchov was de Duitse ring rond de stad 16 kilometer breed. Het terrein bestond uit moeilijk toegankelijke moerassen en bossen. Het 8e Leger brak door de Duitse verdediging en rukte op naar de Sinjavinheuvels.  Deze heuvels domineerden het gebied tussen de beide rivieren. Op 29 augustus 1942 stond het 8e Leger op 9 kilometer van de Neva. Ze hadden echter grote verliezen geleden en de Duitse verdedigers hielden nog steeds stand. Generaal Meretskov wierp nu het nieuwe 2e Stoottroepenleger in de strijd. Ten koste van zware verliezen konden ze de Duitsers enkele kilometer terugdrijven. Op 5 september 1941 liep de opmars vast aan de voet van de heuvels. De bevoorrading verliep erg moeilijk, want er waren nauwelijks begaanbare wegen in het gebied. Nog 6 kilometer scheidde hen van de troepen van het Leningradfront, maar beide legers van het Volchovfront hadden zware verliezen geleden en waren uitgeput. Generaal Meretskov was verplicht om zijn laatste reserves in te zetten, maar deze troepen hadden nauwelijks gevechtservaring. Het Volchov Front begon zich in te graven. Als ze het veroverde terrein konden behouden, dan was er een kans dat de voorhoede van het Leningradfront hen kon bereiken.
Op 21 september 1941 ging het Duitse 18e Leger in de tegenaanval. Langsheen het hele front kwam het tot zware gevechten en slechts op 25 september braken de Duitse troepen door. Een gedeelte van het 8e Leger werd omsingeld.  Geleidelijk begonnen de Duitsers de pocket te vernietigen en op 15 oktober was alle terrein tussen de Neva en de Volchov weer in hun handen.

### Januari 1943: doorbraak
Ondanks twee gefaalde pogingen gaf Stavka bevel om nogmaals een offensief in te zetten om het beleg op te heffen. Deze operatie werd echter grondig voorbereid door generaal Meretskov en generaal Leonid Govorov. Het opnieuw opgerichte 2e Stoottroepenleger vormde de voornaamste aanvalsmacht en het 8e Leger zou de zuidflank dekken. De aanval zou ten noorden van de Sinjavinheuvels plaatsvinden en de aanvalsrichting was zo gepland dat het Ladogameer de flank dekte. Beide fronten kregen versterkingen van gespecialiseerde eenheden zoals genie-troepen, artillerie-regimenten en ski-brigades. Gedurende december 1942 ondergingen de nieuwe eenheden van het Volchov Front en het Leningradfront een zware training. Nieuwe wegen werden aangelegd van het spoorwegstation Tichvin naar de Volchov.
Op 12 januari 1943 gingen het Leningradfront en het Volchovfront in de aanval. Na een zware artilleriebarrage bestormden ze de Duitse bunkers en loopgraven. Het Volchovfront brak door de eerste verdedigingslinie en omsingelde enkele Duitse eenheden, maar de Duitse soldaten hielden stand. Vooral de Kolchoze Nr 8 vormde een vesting bestaande uit betonnen huizen, bunkers, loopgrachten en prikkeldraad. Ongeveer 800 Duitsers hielden stand tegen een overmacht. Op de eerste dag van het offensief rukte het 2e Stoottroepenleger 2 kilometer op. De volgende dagen ging de strijd onverminderd verder. Gesteund door hun luchtmacht en zware artilleriebeschietingen vorderden de Sovjets langzaam. Op 15 januari 1943 wisten ze eindelijk Kolchoze Nr 8 te veroveren. Beide fronten bevonden zich op minder dan 2 kilometer van elkaar. Het duurde nog drie dagen vooraleer het Leningradfront en het Volchovfront elkaar troffen.

### Zomer 1943: Mga-offensief
Na de succesvolle doorbreking van het beleg van Leningrad probeerden het Leningrad- en het Volchovfront de smalle corridor te verbreden. In juli 1943 ging het 8e Leger in de aanval. Het doel was de verovering van het spoorwegknooppunt bij Mga en de verovering van de Sinjavoheuvels. Ook hoopte Stavka dat het Duitse opperbevel door dit nieuwe offensief zijn reserves naar dit minder belangrijke deel van het front zou overbrengen. Eind september 1943 werd het offensief opgeschort, want geen van de drie doelen was bereikt.

## Januari 1944: Leningrad-Novgorodoffensief
Het Volchovfront vormde de zuidelijke arm van de tang waarmee Stavka het Duitse 18e Leger wilde omsingelen. Ondanks het barre winterweer startte het offensief op 14 januari 1944. Hoewel het offensief er niet in slaagde om het Duitse leger te omsingelen, moesten de Duitse strijdkrachten zich terugtrekken. Op 29 januari 1944 veroverde het 54e Leger het spoorwegknooppunt bij Ljoeban en twee dagen later viel ook Mga in handen van het Volchovfront. Hierdoor was de spoorwegverbinding Leningrad-Moskou terug hersteld.
Het 54e Leger, dat de linkervleugel vormde van het Volchovfront, viel aan ten noorden van het Ilmenmeer. Het leger veroverde Novgorod, maar daarna vertraagde de opmars. De coördinatie met het Leningradfront verliep moeizaam. In plaats van snel op te rukken naar Loega en de terugtocht van de Duitsers af te snijden, verspilde het front veel tijd met het consolideren van zijn veroveringen rond Novgorod. Het Duitse 18e Leger kon ontsnappen.
In februari 1944 werd het Volchovfront ontbonden. De legers werden verdeeld tussen het Leningradfront en het 2e Baltische Front.

## Commandanten
| Commandanten             | Begindatum    | Einddatum     |
| ------------------------ | ------------- | ------------- |
| Generaal Kiril Meretskov | December 1941 | April 1942    |
| Generaal Kiril Meretskov | Juni 1942     | Februari 1944 |

## Sterkte en verliezen
| Datum                 | Operatie                    | Sterkte | Verliezen |
| --------------------- | --------------------------- | ------- | --------- |
| Jan. 1942 - Dec. 1942 | Beleg van Leningrad         | 347 090 | 592 101   |
| Jan. 1943 - Dec. 1943 | Beleg van Leningrad         | 384 516 | 321 404   |
| Jan. 1944 -Ma. 1944   | Leningrad-Novgorodoffensief | 260 600 | 50 300    |